# Écozone néarctique

Carte de l'écozone néarctique

L'écozone néarctique ou néarctique est l'une des huit écozones ou régions biogéographiques terrestres. Elle est parfois regroupée avec l'écozone paléarctique et forme alors l'holarctique. Elle couvre l'essentiel de l'Amérique du Nord, et inclut le Groenland et la partie nord du Mexique. Les parties plus au sud du Mexique et de la Floride, l'Amérique centrale et les îles des Caraïbes font partie de l'écozone néotropique, avec le reste de l'Amérique du Sud.

## Caractéristiques climatiques et géologiques

Dislocation de la Pangée (du Trias à aujourd'hui).

Carte des écorégions du Canada, des États-Unis et du Mexique.

Bien que l'Amérique du Nord et celle du Sud soient à présent réunies par l'isthme de Panama, ces continents ont été séparés l'un de l'autre pendant des dizaines de millions d'années, et leur faune et flore ont évolué indépendamment l'une de l'autre. Lorsque l'ancien supercontinent, la Pangée, s'est séparée en deux, il y a 200 millions d'années, l'ancêtre de l'Amérique du Nord était relié à l'Eurasie, et formait la Laurasia, alors que la partie devenue l'Amérique du Sud faisait partie du Gondwana. L'Amérique du Nord s'est ensuite séparée de l'Eurasia et des ponts se sont formés avec l'Asie et l'Amérique du Sud, ce qui a autorisé des échanges d'espèces animales et végétales entre les deux continents.
Le détroit de Béring a permis le passage de nombreuses espèces entre l'Asie et l'Amérique du Nord ; ainsi, le néarctique partage-t-il de nombreuses plantes et espèces animales avec l'écozone paléarctique. Ces deux écozones sont souvent réunies et appelées écozone holarctique.
La région s'étend du niveau de la mer à 1 000 m d'altitude. Elle est surtout constituée de forêts tropicales et subtropicales. Les températures sont de 20 °C à 26 °C en moyenne pendant toute l'année. Les précipitations annuelles moyennes varient entre 1 500 et 3 000 mm, bien qu'elles puissent dépasser 4 000 mm à certains endroits. Le nombre de mois secs est en général inférieur à trois.
Le néarctique est surtout métamorphique (période pré-cénozoïque) et recouvert d'une mince couche d'alluvions. La plaine du golfe du Mexique comprend de nombreux cours d'eau. La péninsule du Yucatán montre plutôt un relief karstique.

## Histoire biologique
De nombreuses grandes espèces animalières (mégafaune) se sont éteintes en Amérique du Nord à la fin du Pléistocène, parmi lesquels le cheval, le chameau, le mammouth... Cela correspond à l'apparition de l'être humain. On a longtemps pensé que le changement climatique était à l'origine de cette extinction massive. De nombreux scientifiques attribuent aujourd'hui ces disparitions avant tout à la chasse des hommes (directement ou par intermédiaire, par la disparition par la même cause des proies de certaines espèces), puis seulement au climat. Le bison américain, l'ours brun ou grizzly et le wapiti sont arrivés en Amérique du Nord plus ou moins au même moment que les premiers humains, et se sont rapidement étendus, en remplissant les « trous » laissés dans l'écosystème à la suite de la récente extinction de la mégafaune de l'Amérique du Nord.
Parmi les animaux étant à l'origine uniques au Néarctique :
- la famille Canidae, chiens, loups, renards, et coyotes ;
- la famille Camelidae, chameaux, leurs cousins de l'Amérique du Sud dont le lama ;
- la famille Equidae, chevaux et apparentés ;
- la famille Antilocapridae, antilope et apparentés ;
- les ours noirs ;
- Le cheetah (guépard - Acinonyx jubatus) a évolué dans le néarctique, avant de s'étendre sur toute l'Eurasie.

## Écorégions terrestres
L'écozone néarctique est divisée en 119 écorégions terrestres appartenant à 11 des 14 biomes terrestres.
| Liste des écorégions                                      | Liste des écorégions | Liste des écorégions                                                   | Liste des écorégions | Liste des écorégions | Liste des écorégions | Liste des écorégions | Liste des écorégions |
| Biome                                                     | Code                 | Nom                                                                    | Superficie           | Temp. min.           | Temp. max.           | Préc. min.           | Préc. max.           |
| --------------------------------------------------------- | -------------------- | ---------------------------------------------------------------------- | -------------------- | -------------------- | -------------------- | -------------------- | -------------------- |
| Forêts de feuillus sèches tropicales et subtropicales     | NA0201               | Forêts sèches subtropicales de transition du Sonora et du Sinaloa      | 50 903 km2           | 11 °C                | 32 °C                | 1 mm                 | 205 mm               |
| Forêts de conifères tropicales et subtropicales           | NA0301               | Forêts de conifères subtropicales des Bermudes                         | 39 km2               | ?                    | ?                    | ?                    | ?                    |
| Forêts de conifères tropicales et subtropicales           | NA0302               | Forêts de pins et de chênes de la Sierra Madre occidentale             | 222 334 km2          | 4 °C                 | 30 °C                | 1 mm                 | 395 mm               |
| Forêts de conifères tropicales et subtropicales           | NA0303               | Forêts de pins et de chênes de la Sierra Madre orientale               | 65 496 km2           | 5 °C                 | 29 °C                | 4 mm                 | 315 mm               |
| Forêts de feuillus et forêts mixtes tempérées             | NA0401               | Forêts des hauts plateaux de l'Allegheny                               | 84 011 km2           | −8 °C                | 22 °C                | 40 mm                | 125 mm               |
| Forêts de feuillus et forêts mixtes tempérées             | NA0402               | Forêts mésophiles mixtes des Appalaches                                | 192 264 km2          | −6 °C                | 27 °C                | 51 mm                | 177 mm               |
| Forêts de feuillus et forêts mixtes tempérées             | NA0403               | Forêts des Appalaches et des Blue Ridge                                | 159 343 km2          | −5 °C                | 27 °C                | 50 mm                | 199 mm               |
| Forêts de feuillus et forêts mixtes tempérées             | NA0404               | Forêts des feuillus du centre des États-Unis                           | 296 135 km2          | −4 °C                | 28 °C                | 38 mm                | 168 mm               |
| Forêts de feuillus et forêts mixtes tempérées             | NA0405               | Forêts du centre-est du Texas                                          | 52 583 km2           | 5 °C                 | 30 °C                | 27 mm                | 142 mm               |
| Forêts de feuillus et forêts mixtes tempérées             | NA0406               | Forêts transitionnelles de l'Est                                       | 348 614 km2          | −19 °C               | 21 °C                | 39 mm                | 160 mm               |
| Forêts de feuillus et forêts mixtes tempérées             | NA0407               | Forêts des basses-terres de l'Est des Grands Lacs                      | 116 673 km2          | −14 °C               | 22 °C                | 38 mm                | 139 mm               |
| Forêts de feuillus et forêts mixtes tempérées             | NA0408               | Forêts des basses-terres du Golfe du Saint-Laurent                     | 39 516 km2           | −12 °C               | 19 °C                | 58 mm                | 146 mm               |
| Forêts de feuillus et forêts mixtes tempérées             | NA0409               | Forêts des basses terres du Mississippi                                | 112 240 km2          | 0 °C                 | 28 °C                | 61 mm                | 205 mm               |
| Forêts de feuillus et forêts mixtes tempérées             | NA0410               | Forêts de la Nouvelle-Angleterre et de l'Acadie                        | 238 153 km2          | −15 °C               | 21 °C                | 48 mm                | 205 mm               |
| Forêts de feuillus et forêts mixtes tempérées             | NA0411               | Forêts côtières du Nord-Est                                            | 89 778 km2           | −10 °C               | 25 °C                | 55 mm                | 130 mm               |
| Forêts de feuillus et forêts mixtes tempérées             | NA0412               | Forêts des monts Ozark                                                 | 62 008 km2           | 1 °C                 | 28 °C                | 48 mm                | 164 mm               |
| Forêts de feuillus et forêts mixtes tempérées             | NA0413               | Forêts mixtes du Sud-Est                                               | 347 724 km2          | −1 °C                | 28 °C                | 50 mm                | 186 mm               |
| Forêts de feuillus et forêts mixtes tempérées             | NA0414               | Forêts du Sud des Grands Lacs                                          | 244 828 km2          | −8 °C                | 25 °C                | 27 mm                | 131 mm               |
| Forêts de feuillus et forêts mixtes tempérées             | NA0415               | Forêts transitionnelles du Mid-Ouest supérieur                         | 166 477 km2          | −16 °C               | 23 °C                | 11 mm                | 116 mm               |
| Forêts de feuillus et forêts mixtes tempérées             | NA0416               | Forêts de l'Ouest des Grands Lacs                                      | 274 721 km2          | −20 °C               | 22 °C                | 11 mm                | 114 mm               |
| Forêts de feuillus et forêts mixtes tempérées             | NA0417               | Forêts de la vallée de la Willamette                                   | 14 883 km2           | 3 °C                 | 19 °C                | 12 mm                | 294 mm               |
| Forêts de conifères tempérées                             | NA0501               | Forêts des montagnes de l'Alberta                                      | 39 933 km2           | −14 °C               | 13 °C                | 26 mm                | 166 mm               |
| Forêts de conifères tempérées                             | NA0502               | Forêts des contreforts de l'Alberta et de la Colombie-Britannique      | 121 017 km2          | −22 °C               | 16 °C                | 12 mm                | 119 mm               |
| Forêts de conifères tempérées                             | NA0503               | Forêts des montagnes de l'Arizona                                      | 109 052 km2          | −5 °C                | 32 °C                | 6 mm                 | 122 mm               |
| Forêts de conifères tempérées                             | NA0504               | Landes de pins côtières atlantiques                                    | 8 975 km2            | −3 °C                | 24 °C                | 64 mm                | 125 mm               |
| Forêts de conifères tempérées                             | NA0505               | Forêts des montagnes Bleues                                            | 64 844 km2           | −9 °C                | 22 °C                | 8 mm                 | 131 mm               |
| Forêts de conifères tempérées                             | NA0506               | Forêts côtières continentales de la Colombie-Britannique               | 137 750 km2          | −12 °C               | 18 °C                | 16 mm                | 583 mm               |
| Forêts de conifères tempérées                             | NA0507               | Forêts sous-le-vent de la chaîne des Cascades                          | 46 451 km2           | −10 °C               | 20 °C                | 6 mm                 | 323 mm               |
| Forêts de conifères tempérées                             | NA0508               | Forêts centrales et méridionales des Cascades                          | 44 950 km2           | −5 °C                | 19 °C                | 10 mm                | 409 mm               |
| Forêts de conifères tempérées                             | NA0509               | Forêts montagneuses du centre de la Colombie-Britannique               | 72 090 km2           | −16 °C               | 15 °C                | 11 mm                | 102 mm               |
| Forêts de conifères tempérées                             | NA0510               | Forêts côtières du Pacifique central                                   | 73 863 km2           | −2 °C                | 18 °C                | 10 mm                | 545 mm               |
| Forêts de conifères tempérées                             | NA0511               | Forêts des Rocheuses du Colorado                                       | 132 841 km2          | −13 °C               | 22 °C                | 9 mm                 | 113 mm               |
| Forêts de conifères tempérées                             | NA0512               | Forêts orientales des Cascades                                         | 55 299 km2           | −6 °C                | 22 °C                | 6 mm                 | 296 mm               |
| Forêts de conifères tempérées                             | NA0513               | Florida sand pine scrub                                                | 3 879 km2            | 13 °C                | 28 °C                | 43 mm                | 215 mm               |
| Forêts de conifères tempérées                             | NA0514               | Complexe du plateau et du bassin du Fraser                             | 137 636 km2          | −14 °C               | 16 °C                | 7 mm                 | 208 mm               |
| Forêts de conifères tempérées                             | NA0515               | Forêts d'altitude du Grand Bassin                                      | 5 788 km2            | −6 °C                | 24 °C                | 8 mm                 | 88 mm                |
| Forêts de conifères tempérées                             | NA0516               | Forêts des Klamath et des Siskiyou                                     | 50 370 km2           | −2 °C                | 26 °C                | 4 mm                 | 279 mm               |
| Forêts de conifères tempérées                             | NA0517               | Forêts côtières de l'Atlantique moyen                                  | 133 597 km2          | −1 °C                | 28 °C                | 48 mm                | 203 mm               |
| Forêts de conifères tempérées                             | NA0518               | Forêts du Centre-Nord des Rocheuses                                    | 246 515 km2          | −13 °C               | 20 °C                | 12 mm                | 271 mm               |
| Forêts de conifères tempérées                             | NA0519               | Forêts côtières de Californie septentrionale                           | 13 287 km2           | 6 °C                 | 19 °C                | 2 mm                 | 316 mm               |
| Forêts de conifères tempérées                             | NA0520               | Forêts côtières du Pacifique Nord                                      | 60 755 km2           | −12 °C               | 15 °C                | 30 mm                | 713 mm               |
| Forêts de conifères tempérées                             | NA0521               | Forêts alpines transitionnelles du Nord                                | 25 783 km2           | −14 °C               | 13 °C                | 13 mm                | 215 mm               |
| Forêts de conifères tempérées                             | NA0522               | Forêts sèches de l'Okanagan                                            | 53 496 km2           | −9 °C                | 21 °C                | 7 mm                 | 145 mm               |
| Forêts de conifères tempérées                             | NA0523               | Forêts des Piney Woods                                                 | 140 797 km2          | 4 °C                 | 29 °C                | 57 mm                | 166 mm               |
| Forêts de conifères tempérées                             | NA0524               | Forêts des basses-terres de Puget                                      | 22 605 km2           | 1 °C                 | 18 °C                | 20 mm                | 386 mm               |
| Forêts de conifères tempérées                             | NA0525               | Îles de la Reine Charlotte (écorégion)                                 | 9 999 km2            | 1 °C                 | 14 °C                | 54 mm                | 496 mm               |
| Forêts de conifères tempérées                             | NA0526               | Forêts de pins et de chênes de la Sierra Juarez et de San Pedro Martir | 4 002 km2            | 5 °C                 | 26 °C                | 1 mm                 | 75 mm                |
| Forêts de conifères tempérées                             | NA0527               | Forêts de la Sierra Nevada                                             | 52 872 km2           | −4 °C                | 25 °C                | 2 mm                 | 304 mm               |
| Forêts de conifères tempérées                             | NA0528               | Forêts du Sud des Rocheuses centrales                                  | 159 693 km2          | −12 °C               | 22 °C                | 6 mm                 | 103 mm               |
| Forêts de conifères tempérées                             | NA0529               | Forêts de conifères du Sud-Est                                         | 236 352 km2          | 7 °C                 | 28 °C                | 35 mm                | 238 mm               |
| Forêts de conifères tempérées                             | NA0530               | Forêts d'altitude des Wasatch et des Uinta                             | 41 509 km2           | −10 °C               | 22 °C                | 11 mm                | 128 mm               |
| Forêts boréales et taïga                                  | NA0601               | Taïga d'altitude de la péninsule Alaska                                | 48 043 km2           | −10 °C               | 13 °C                | 37 mm                | 182 mm               |
| Forêts boréales et taïga                                  | NA0602               | Forêts du Bouclier canadien central                                    | 463 345 km2          | −25 °C               | 19 °C                | 18 mm                | 147 mm               |
| Forêts boréales et taïga                                  | NA0603               | Taïga du golfe de Cook                                                 | 28 015 km2           | −16 °C               | 15 °C                | 14 mm                | 123 mm               |
| Forêts boréales et taïga                                  | NA0604               | Taïga du plateau Cooper                                                | 17 275 km2           | −22 °C               | 14 °C                | 4 mm                 | 179 mm               |
| Forêts boréales et taïga                                  | NA0605               | Forêts de l'Est du Canada                                              | 488 587 km2          | −23 °C               | 19 °C                | 36 mm                | 199 mm               |
| Forêts boréales et taïga                                  | NA0606               | Taïga du Bouclier canadien oriental                                    | 757 250 km2          | −25 °C               | 15 °C                | 18 mm                | 128 mm               |
| Forêts boréales et taïga                                  | NA0607               | Taïga des basses-terres de l'intérieur de l'Alaska et du Yukon         | 446 261 km2          | −34 °C               | 16 °C                | 1 mm                 | 122 mm               |
| Forêts boréales et taïga                                  | NA0608               | Forêts canadiennes médiocontinentales                                  | 369 628 km2          | −26 °C               | 19 °C                | 10 mm                | 112 mm               |
| Forêts boréales et taïga                                  | NA0609               | Forêts du Bouclier canadien occidental                                 | 548 394 km2          | −28 °C               | 20 °C                | 11 mm                | 114 mm               |
| Forêts boréales et taïga                                  | NA0610               | Forêts des Muskwa et du lac des Esclaves                               | 263 806 km2          | −30 °C               | 17 °C                | 11 mm                | 92 mm                |
| Forêts boréales et taïga                                  | NA0611               | Forêts des hauts plateaux de Terre-Neuve                               | 16 391 km2           | −12 °C               | 16 °C                | 65 mm                | 173 mm               |
| Forêts boréales et taïga                                  | NA0612               | Taïga du Bouclier canadien septentrional                               | 617 319 km2          | −32 °C               | 17 °C                | 5 mm                 | 97 mm                |
| Forêts boréales et taïga                                  | NA0613               | Forêts du Nord de la Cordillère                                        | 264 234 km2          | −27 °C               | 15 °C                | 0 mm                 | 206 mm               |
| Forêts boréales et taïga                                  | NA0614               | Taïga des Territoires du Nord-Ouest                                    | 348 147 km2          | −31 °C               | 17 °C                | 7 mm                 | 84 mm                |
| Forêts boréales et taïga                                  | NA0615               | Landes océaniques du Sud d'Avalon et de Burin                          | 2 035 km2            | −5 °C                | 15 °C                | 89 mm                | 161 mm               |
| Forêts boréales et taïga                                  | NA0616               | Taïga du Sud de la Baie d'Hudson                                       | 375 339 km2          | −27 °C               | 17 °C                | 12 mm                | 113 mm               |
| Forêts boréales et taïga                                  | NA0617               | Forêts sèches de l'intérieur du Yukon                                  | 62 742 km2           | −29 °C               | 15 °C                | 0 mm                 | 146 mm               |
| Prairies, savanes et brousses tropicales et subtropicales | NA0701               | Prairies côtières du golfe du Mexique                                  | 80 515 km2           | 9 °C                 | 30 °C                | 16 mm                | 211 mm               |
| Prairies, savanes et brousses tempérées                   | NA0801               | Prairies de la vallée centrale californienne                           | 55 084 km2           | 6 °C                 | 29 °C                | 1 mm                 | 196 mm               |
| Prairies, savanes et brousses tempérées                   | NA0802               | Forêts-parcs à trembles canadiennes                                    | 399 039 km2          | −23 °C               | 20 °C                | 10 mm                | 119 mm               |
| Prairies, savanes et brousses tempérées                   | NA0803               | Prairies mixtes centrales et méridionales                              | 282 267 km2          | −8 °C                | 29 °C                | 9 mm                 | 148 mm               |
| Prairies, savanes et brousses tempérées                   | NA0804               | Forêt transitionnelle centrale                                         | 407 235 km2          | −9 °C                | 30 °C                | 21 mm                | 160 mm               |
| Prairies, savanes et brousses tempérées                   | NA0805               | Prairies d'herbes hautes centrales                                     | 248 867 km2          | −14 °C               | 26 °C                | 9 mm                 | 145 mm               |
| Prairies, savanes et brousses tempérées                   | NA0806               | Savane du plateau Edwards                                              | 61 734 km2           | 6 °C                 | 30 °C                | 17 mm                | 121 mm               |
| Prairies, savanes et brousses tempérées                   | NA0807               | Prairies d'herbes hautes des Flint Hills                               | 29 632 km2           | −4 °C                | 28 °C                | 18 mm                | 147 mm               |
| Prairies, savanes et brousses tempérées                   | NA0808               | Prairies des vallées et des contreforts du Montana                     | 81 929 km2           | −13 °C               | 22 °C                | 6 mm                 | 94 mm                |
| Prairies, savanes et brousses tempérées                   | NA0809               | Prairies mixtes des Sand Hills du Nebraska                             | 61 212 km2           | −7 °C                | 24 °C                | 8 mm                 | 106 mm               |
| Prairies, savanes et brousses tempérées                   | NA0810               | Prairies mixtes du Nord                                                | 219 614 km2          | −18 °C               | 24 °C                | 5 mm                 | 115 mm               |
| Prairies, savanes et brousses tempérées                   | NA0811               | Prairies d'herbes courtes du Nord                                      | 640 109 km2          | −18 °C               | 24 °C                | 5 mm                 | 102 mm               |
| Prairies, savanes et brousses tempérées                   | NA0812               | Prairies d'herbes hautes du Nord                                       | 76 259 km2           | −20 °C               | 22 °C                | 10 mm                | 103 mm               |
| Prairies, savanes et brousses tempérées                   | NA0813               | Prairies palousiennes                                                  | 46 993 km2           | −7 °C                | 24 °C                | 5 mm                 | 92 mm                |
| Prairies, savanes et brousses tempérées                   | NA0814               | Prairies du Blackland texan                                            | 50 215 km2           | 5 °C                 | 30 °C                | 34 mm                | 146 mm               |
| Prairies, savanes et brousses tempérées                   | NA0815               | Prairies d'herbes courtes occidentales                                 | 435 313 km2          | −6 °C                | 29 °C                | 5 mm                 | 110 mm               |
| Toundra                                                   | NA1101               | Toundra des chaînes Alaska et Saint-Élie                               | 152 718 km2          | −27 °C               | 15 °C                | 0 mm                 | 373 mm               |
| Toundra                                                   | NA1102               | Toundra des îles Aléoutiennes                                          | 12 141 km2           | −5 °C                | 12 °C                | 31 mm                | 194 mm               |
| Toundra                                                   | NA1103               | Toundra côtière de l'Arctique                                          | 98 909 km2           | −32 °C               | 14 °C                | 1 mm                 | 53 mm                |
| Toundra                                                   | NA1104               | Toundra des contreforts de l'Arctique                                  | 130 032 km2          | −30 °C               | 13 °C                | 3 mm                 | 63 mm                |
| Toundra                                                   | NA1105               | Toundra côtière de l'île de Baffin                                     | 9 172 km2            | −31 °C               | 6 °C                 | 1 mm                 | 45 mm                |
| Toundra                                                   | NA1106               | Toundra des basses-terres de Béringie                                  | 151 820 km2          | −24 °C               | 14 °C                | 8 mm                 | 121 mm               |
| Toundra                                                   | NA1107               | Toundra des hautes-terres de Béringie                                  | 97 953 km2           | −23 °C               | 14 °C                | 9 mm                 | 95 mm                |
| Toundra                                                   | NA1108               | Toundra des chaînes Brooks et British                                  | 160 646 km2          | −33 °C               | 15 °C                | 0 mm                 | 61 mm                |
| Toundra                                                   | NA1109               | Toundra des hauts-plateaux de Davis                                    | 88 523 km2           | −39 °C               | 6 °C                 | 0 mm                 | 91 mm                |
| Toundra                                                   | NA1110               | Toundra du Haut-Arctique                                               | 467 509 km2          | −44 °C               | 7 °C                 | 0 mm                 | 60 mm                |
| Toundra                                                   | NA1111               | Toundra alpine de l'intérieur du Yukon et de l'Alaska                  | 234 132 km2          | −31 °C               | 15 °C                | 0 mm                 | 92 mm                |
| Toundra                                                   | NA1112               | Toundra arctique haute du Kalaallit Nunaat                             | 306 129 km2          | −38 °C               | 5 °C                 | 0 mm                 | 92 mm                |
| Toundra                                                   | NA1113               | Toundra arctique basse du Kalaallit Nunaat                             | 172 182 km2          | −30 °C               | 10 °C                | 4 mm                 | 211 mm               |
| Toundra                                                   | NA1114               | Toundra du Bas-Arctique                                                | 801 765 km2          | −36 °C               | 13 °C                | 2 mm                 | 85 mm                |
| Toundra                                                   | NA1115               | Toundra du Moyen-Arctique                                              | 1 040 236 km2        | −36 °C               | 11 °C                | 1 mm                 | 92 mm                |
| Toundra                                                   | NA1116               | Toundra alpine des monts Ogilvie et MacKenzie                          | 209 808 km2          | −33 °C               | 15 °C                | 0 mm                 | 87 mm                |
| Toundra                                                   | NA1117               | Toundra et champs de glace des monts de la côte pacifique              | 107 362 km2          | −22 °C               | 14 °C                | 22 mm                | 643 mm               |
| Toundra                                                   | NA1118               | Toundra des monts Torngat                                              | 32 463 km2           | −24 °C               | 9 °C                 | 13 mm                | 86 mm                |
| Forêts, zones boisées et maquis méditerranéens            | NA1201               | Sauges et chaparral de Californie                                      | 36 249 km2           | 5 °C                 | 26 °C                | 1 mm                 | 126 mm               |
| Forêts, zones boisées et maquis méditerranéens            | NA1202               | Chaparral et forêts claires intérieurs de Californie                   | 64 627 km2           | 3 °C                 | 29 °C                | 1 mm                 | 269 mm               |
| Forêts, zones boisées et maquis méditerranéens            | NA1203               | Chaparral et forêts claires d'altitude de Californie                   | 20 407 km2           | 2 °C                 | 27 °C                | 1 mm                 | 190 mm               |
| Déserts et brousses xériques                              | NA1301               | Désert de Basse-Californie                                             | 77 590 km2           | 7 °C                 | 29 °C                | 0 mm                 | 70 mm                |
| Déserts et brousses xériques                              | NA1302               | Matorral du Mexique central                                            | 59 195 km2           | 10 °C                | 25 °C                | 4 mm                 | 227 mm               |
| Déserts et brousses xériques                              | NA1303               | Désert de Chihuahua (écorégion)                                        | 508 892 km2          | 0 °C                 | 32 °C                | 1 mm                 | 155 mm               |
| Déserts et brousses xériques                              | NA1304               | Brousses du plateau du Colorado                                        | 326 501 km2          | −13 °C               | 31 °C                | 3 mm                 | 120 mm               |
| Déserts et brousses xériques                              | NA1305               | Steppe arbustive du Grand Bassin                                       | 336 212 km2          | −10 °C               | 31 °C                | 3 mm                 | 138 mm               |
| Déserts et brousses xériques                              | NA1306               | Broussailles xérophiles du golfe de Californie                         | 23 537 km2           | 13 °C                | 31 °C                | 0 mm                 | 90 mm                |
| Déserts et brousses xériques                              | NA1307               | Matorral de la Meseta centrale                                         | 124 975 km2          | 10 °C                | 28 °C                | 2 mm                 | 345 mm               |
| Déserts et brousses xériques                              | NA1308               | Désert des Mojaves (écorégion)                                         | 130 647 km2          | 0 °C                 | 38 °C                | 1 mm                 | 73 mm                |
| Déserts et brousses xériques                              | NA1309               | Steppe arbustive du Snake et de la Columbia                            | 218 533 km2          | −9 °C                | 24 °C                | 3 mm                 | 171 mm               |
| Déserts et brousses xériques                              | NA1310               | Désert de Sonora (écorégion)                                           | 222 843 km2          | 5 °C                 | 35 °C                | 0 mm                 | 137 mm               |
| Déserts et brousses xériques                              | NA1311               | Matorral du Tamaulipas                                                 | 16 237 km2           | 12 °C                | 30 °C                | 6 mm                 | 206 mm               |
| Déserts et brousses xériques                              | NA1312               | Mezquital du Tamaulipas                                                | 141 231 km2          | 9 °C                 | 31 °C                | 7 mm                 | 176 mm               |
| Déserts et brousses xériques                              | NA1313               | Steppe arbustive du bassin du Wyoming                                  | 132 577 km2          | −11 °C               | 23 °C                | 3 mm                 | 76 mm                |
| Mangroves                                                 | NA1401               | Mangroves du Nord-Ouest de la côte mexicaine                           | ?                    | ?                    | ?                    | ?                    | ?                    |